# Nyceryx lunaris
Nyceryx lunaris là một loài bướm đêm thuộc họ Sphingidae. Loài này có ở Ecuador.
Cá thể trưởng thành có lẽ mọc cánh quanh năm.